# 와쿠와쿠 7
《와쿠와쿠 7》(わくわく7, Waku Waku 7)은 선소프트가 1996년 네오지오로 발매한 아케이드 대전 격투 게임이다. 7개를 모으면 한 가지 소원을 들어준다는 '와쿠와쿠 볼'을 얻기 위해 전세계의 격투가들이 모이는 내용이다.
처음 아케이드로 출시한 이후 1997년 세가 새턴으로 이식됐으며, 2008년에는 플레이스테이션 2로 발매된 선소프트 컬렉션에 갤럭시 파이트와 함께 수록됐다.